# Babette Schröder
Babette Schröder (* 20. Januar 1968) ist eine deutsche Literaturübersetzerin aus Hamburg.

## Leben
Babette Schröder war 13 Jahre in der Filmbranche tätig, unter anderem als selbständige Produzentin für TV- und Kinospielfilme, bevor sie ein zweites Leben als Übersetzerin für amerikanische, englische und französische Literatur begann. Seither hat sie über achtzig Romane übersetzt, darunter Bestsellerautorinnen wie Katherine Webb, Beth O’Leary, Vi Kleeland und Taylor Jenkins Reid.
Für den Oscar-prämierten Spielfilm Die Fälscher wurde sie 2007 als Produzentin für den Deutschen Filmpreis nominiert.